# Бакієв Курманбек Салієвич
Курманбе́к Салі́євич Бакі́єв (кирг. Курманбек Салы уулу Бакиев; нар. 1 серпня 1949) — президент Киргизстану (2005–2010). У 2007 році був вибраний головою партії «Ак Жол», але припинив свою партійну діяльність на час виконання президентських повноважень. Раніше — прем'єр-міністр Киргизстану (2001–2002), колишній депутат Жогорку Кенеша (парламенту Киргизстану). Прийшов до влади в країні навесні 2005 року в ході «Тюльпанової революції», коли внаслідок ненасильницького державного перевороту колишній президент країни Аскар Акаєв був змушений піти у відставку. Сам Курманбек Бакієв пішов у відставку внаслідок другої революції в Киргизстані. Емігрував у Білорусь; в Киргизстані заочно засуджений до 24 років колонії суворого режиму.

## Біографія
Курманбек Бакієв народився 1 серпня 1949 року в селі Масадан Сузакського району Джалал-Абадської області. Закінчив Куйбишевський політехнічний інститут, до розпаду СРСР займав різні партійні і адміністративні посади — після роботи на заводах в Росії (у Куйбишеві) і в Киргизстані був призначений першим секретарем Кок-Янгакського міськкому КПРС, працював головою міськради народних депутатів. У 1991 році Бакієв обійняв посаду заступника голови Джалалабадської обласної Ради народних депутатів, у 1992 році був призначений головою державної адміністрації Тогуз-Тороузського району Джалалабадської області. У 1994 році Бакієв став заступником голови Фонду державного майна Республіки Киргизстан, першим заступником голови Джалалабадської облдержадміністрації. У квітні 1997 року Бакієв став губернатором — главою Чуйської обласної державної адміністрації.
Від грудня 2000 до травня 2002 року Бакієв був прем'єр-міністром Республіки Киргизстан. 7-18 березня 2002 року в Аксийському районі Джалалабадської області (на півдні Киргизстану) відбулися зіткнення місцевих жителів з міліцією, в результаті яких п'ять чоловік загинули і більше 90 отримали поранення. Ці події викликали низку масових виступів опозиції, яка 12 травня почала безстрокову акцію протесту відразу в кількох районах Киргизстану. 22 травня на засіданні Ради безпеки республіки Бакієву поставили в провину нездатність вирішити ситуацію, і він подав у відставку.
У жовтні 2002 року Бакієв був вибраний депутатом Законодавчих зборів (Жогорку Кенеш) Республіки Киргизстан. У лютому 2003 року увійшов до складу центристської депутатської групи «Регіони Киргизстану». У 2004 році Бакієв був вибраний головою Центральної ради об'єднання політичних сил «Народний рух Киргизстану» (НДК).
У лютому 2005 року НДК увійшло до створеної лідерами п'яти опозиційних блоків коаліцію для протидії адміністративному ресурсу. У березні 2005 року Бакієв балотувався до парламенту Киргизстану, вибори програв. У тому ж місяці очолив Координаційну раду народної єдності (об'єднаний орган, створений опозицією після першого туру виборів).
У березні 2005 року в ході чергових парламентських виборів, підсумки яких опозиція на чолі з Бакієвим не визнала, в Киргизстані відбулася «Тюльпанова революція». Президент країни Аскар Акаєв (що представляв владу мешканців півночі), був вимушений втекти до Казахстану. Після відставки Акаєва Верховний суд відмінив підсумки виборів в Жогорку Кенеш третього скликання, і Жогорку Кенеш другого скликання вибрав Бакієва головою уряду і тимчасовим президентом. 10 липня 2005 року Бакієв був вибраний президентом Республіки Киргизстан.
Наслідком «Тюльпанової революції» став компроміс з іншим лідером опозиції, Феліксом Куловим, про розподіл впливу і посад. Але таке двовладдя було тактичним і згідно зі східними традиціями не могло тривати довго.
2 жовтня 2006 року представники руху «За реформи!» поклали на Бакієва «персональну відповідальність за кризову ситуацію, яка складається в країні, за умисне затягування конституційної і інших реформ». Учасники руху заявили про початок 2 листопада 2006 року безстрокового мітингу з вимогами відставки президента Киргизстану Бакієва і прем'єр-міністра Фелікса Кулова.
2 листопада 2006 року ЗМІ повідомили про початок масового безстрокового мітингу опозиції в Бішкеку. Основною вимогою мітингуючих стала негайна реформа конституції Киргизстану. 8 листопада політична криза в республіці була подолана: президент Бакієв підписав проект Конституції, і того ж дня парламент прийняв її в другому читанні.
19 грудня 2006 року члени кабінету міністрів Республіки Киргизстан одноголосно ухвалили рішення піти у відставку, і президент Бакієв того ж дня прийняв її. 29 січня 2007 року посаду голови уряду зайняв Азімбек Ісабеков, а глава кабінету Кулов був звільнений від виконання обов'язків прем'єр-міністра. Це було зроблено всупереч домовленості Кулова з президентом про те, що на затвердження до парламенту глава держави пропонуватиме тільки його кандидатуру.
30 грудня 2006 року парламент Киргизстану прийняв нову редакцію конституції країни, згідно з якою Бакієв був наділений правом призначати керівників відомств без узгодження їхніх кандидатур з парламентом. 15 січня 2007 року Бакієв підписав нову редакцію конституції.
У вересні 2007 року, після того, як Конституційний суд Киргизстану відмінив дію прийнятих в листопаді і грудні 2006 року конституційних поправок, Бакієв підписав указ про проведення в жовтні 2007 року всенародного референдуму про ухвалення нової конституції Киргизстану. Одночасно з цим в посланні до народу і парламенту країни він заявив про рішення створити власну партію. Організація Бакієва отримала назву «Ак Жол» («Світлий шлях»). Її засновницький з'їзд відбувся 15 жовтня 2007 року в Бішкеку. З'їзд одноголосно вибрав президента головою партії, проте вже наступного дня Бакієв припинив свою діяльність в «Ак Жол» на час виконання президентських повноважень.
21 жовтня 2007 року в Киргизстані відбувся референдум з ухвалення нової Конституції. Наступного дня Бакієв підписав указ про розпуск Жогорку Кенеша, оскільки той «своїми діями і рішеннями створив кризу, викликану непереборними суперечностями» між парламентом і Конституційним судом. Того ж дня повноваження депутатів киргизького парламенту були припинені. 24 жовтня 2007 року Бакієв відправив у відставку уряд країни і повідомив дату позачергових виборів до парламенту — 16 грудня 2007 року. На виборах, що відбулися в намічений день, більшість мандатів отримала президентська партія «Ак Жол». Вона отримала право запропонувати кандидатуру нового прем'єр-міністра країни і рекомендувала призначити на цей пост виконувача обов'язки міністра промисловості, енергетики і паливних ресурсів Ігоря Чудінова. 24 грудня 2007 року президент Бакієв підписав указ про призначення Чудинова головою уряду Киргизстану.
У квітні 2010 року після тривалих заворушень подав у відставку й емігрував із Киргизстану, оселившись у Білорусі. Через два роки з'явилася інформація про набуття Бакієвим білоруського громадянства, яку сам Баків згодом і підтвердив. 12 лютого 2013 року в Киргизстані Бакієва було визнано винним «зловживанні службовими повноваженнями» й заочно засуджено до 24 років у колонії суворого режиму.
Бакієв знає киргизьку, російську і узбецьку мови.

## Родина
Бакієв одружений (його дружина — Тетяна Василівна Бакієва). У сім'ї Бакієвих двоє дітей. Старший син Бакієва, Марат, посідає посаду заступника начальника управління Служби національній безпеки Киргизстану (до вересня 2006 року посаду заступника глави СНБ Киргизстану займав рідний брат Курманбека Бакієва — полковник міліції Жаниш Бакієв). Молодший син президента Бакієва, Максим — бізнесмен (ЗМІ називали його найбагатшою людиною в країні; у серпні 2007 року він став президентом Федерації боротьби Киргизстану).
Окрім Жаниша, у Курманбека Бакієва є ще кілька братів. За даними ЗМІ, в 2005 році один з них — Марат Бакієв — займав посаду директора судового департаменту міністерства юстиції, пізніше був призначений послом Киргизстану в Німеччині. Жусуп Бакієв був президентом Республіканського фонду при міністерстві екології і надзвичайних ситуацій. Канибек Бакієв очолював сільську управу в Сузакському районі Киргизстану, Акмат Бакієв займався торгівлею, а Адил Бакієв згадувався в ЗМІ як бізнесмен.